# Cappella di Santa Non

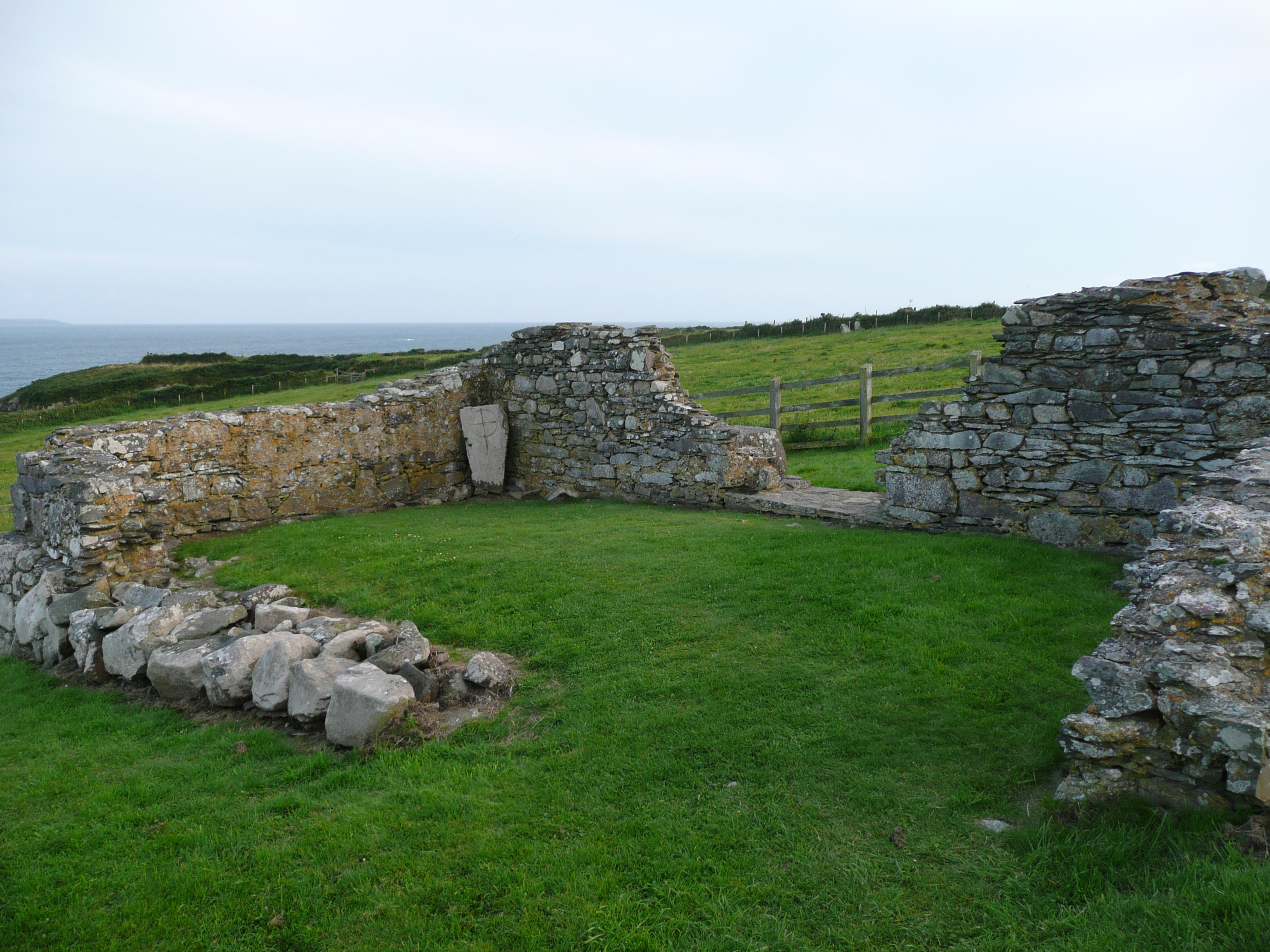
Cappella di Santa Non (anche Nonita o Nonita)

La cappella di Santa Non, chiamata anche Nonita o Nonna, si trova sulla costa vicino a St David's in Pembrokeshire, nel Galles dell'ovest.
Tradizionalmente considerata il luogo di nascita di San Davide (in gallese Dewi Sant), la rovina non può essere datata con precisione, ma è insolita in quanto è allineata nord-sud invece del consueto est-ovest. Vicino alla cappella in rovina si trovano un luogo di ritiro, una cappella moderna e un pozzo sacro. Il sito fu riconosciuto e messo sotto protezione negli anni '50 e ora è sotto la responsabilità dell'organizzazione del patrimonio gallese Cadw.

## Storia
Le rovine della cappella Santa Non si trovano vicino al Pembrokeshire Coast Path, a poche miglia dalla città di St David's. Secondo la tradizione cristiana, Santa Non (conosciuta anche come Nonna o Nonita) nacque intorno al 475 d.C. ed era figlia di Lord Cynyr Ceinfarfog. Visse da suora a Ty Gwyn, vicino alla baia di Whitesands, finché non fu violentata dal principe Sant di Ceredigion. Nella baia di Caerfai diede alla luce un bambino, che divenne il santo patrono del Galles, San Davide.
Si pensa che le rovine si trovino sul sito della casa di Santa Non e siano uno degli edifici cristiani più antichi del Galles. Nel Medioevo la cappella era uno dei luoghi più visitati dai pellegrini cristiani. In seguito alla Riforma protestante, i pellegrinaggi cessarono e la cappella fu trasformata in una casa prima di essere utilizzata come giardino. Il sito, classificato di Grado II, fu preso in carico dall'organizzazione Cadw negli anni '50.

## Croce di Santa Non

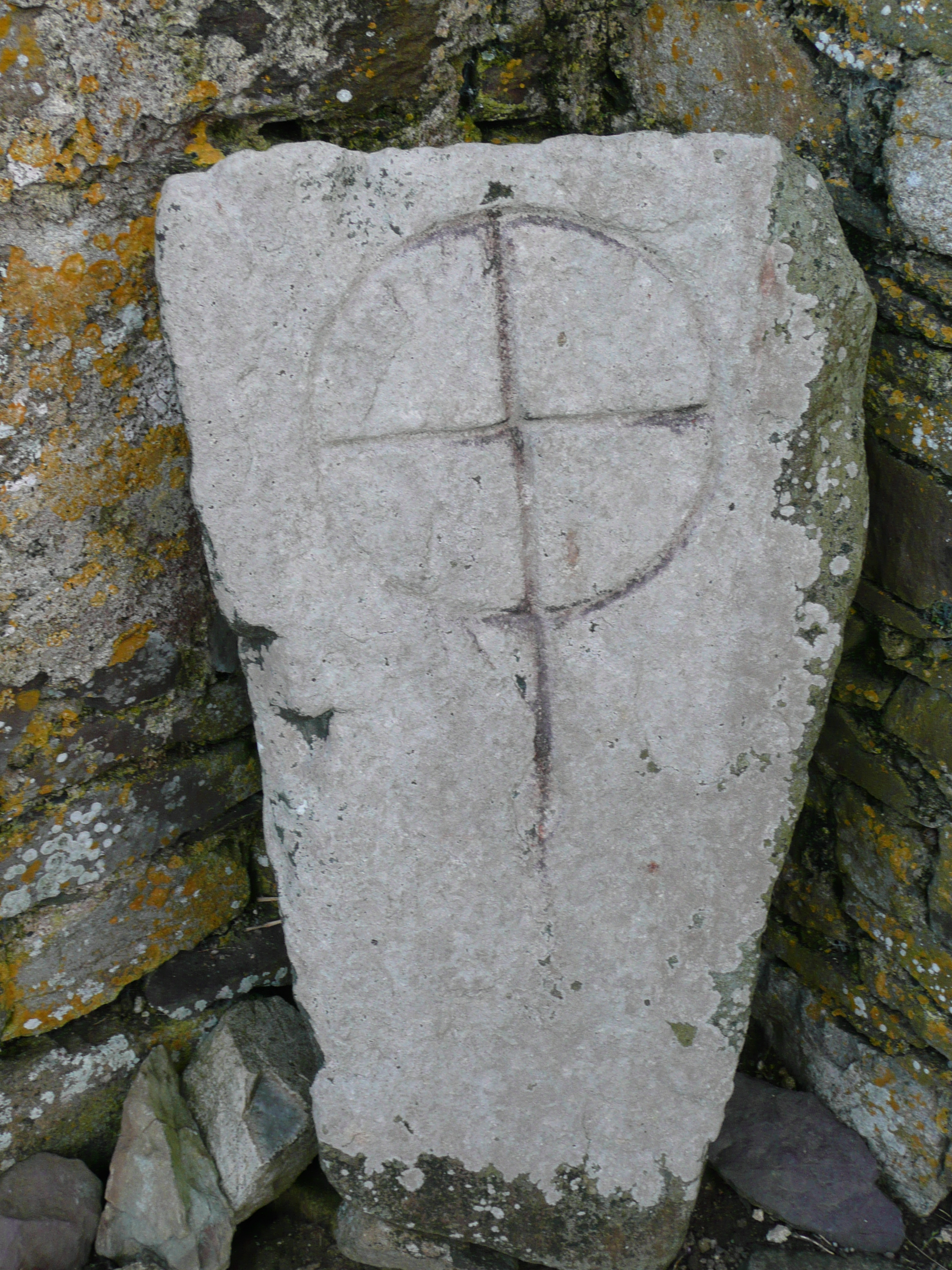
Croce di Santa Non

Una grande pietra che si trova nell'angolo della cappella in rovina, con una croce incisa in un cerchio, è nota come Croce di Santa Non. La pietra è stata trovata nello stesso campo della cappella ed è una pietra tombale o una pietra d'altare. La pietra è databile fra il VII e il IX secolo, ma non ci sono prove certe che provenga dallo stesso sito.

## Menhir
Nel campo della cappella ci sono diversi menhir che potrebbero essere la prova di un insediamento dell'età del ferro. È possibile che la cappella sia stata costruita all'interno di un cerchio pagano di menhir.

## Pozzo sacro

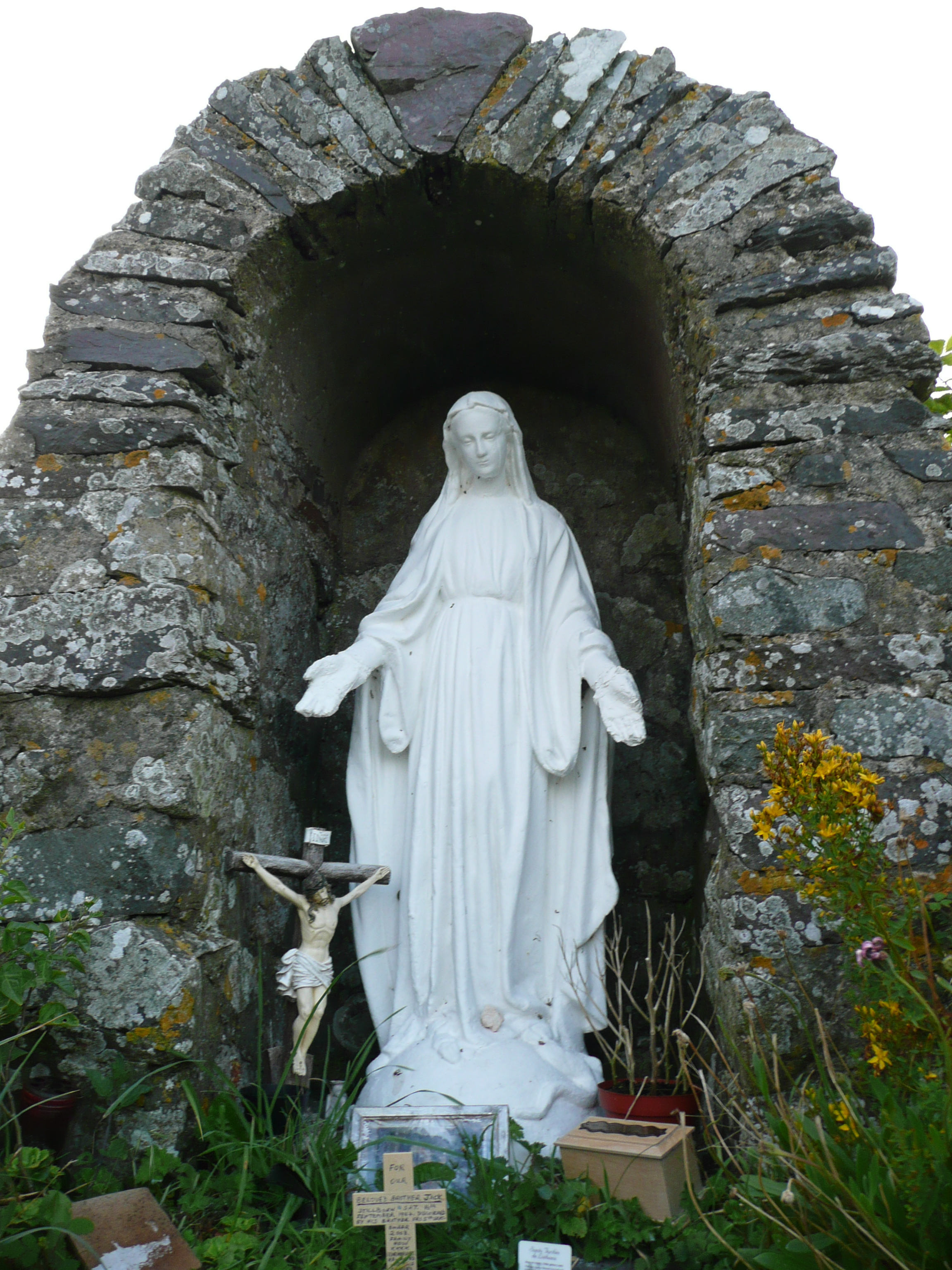
Santuario nella cappella di Santa Non

Si ritiene che il pozzo sacro vicino alla cappella avesse proprietà curative e ancora oggi i visitatori gettano monete nel pozzo per avere fortuna. Si riteneva che fosse particolarmente efficace per i problemi agli occhi e fu restaurato nel 1951 dalla Chiesa Cattolica, che eresse anche un santuario utilizzando pietre provenienti da rovine vicine. L'acqua del pozzo fu utilizzata da Papa Benedetto XVI durante la sua visita in Gran Bretagna.

## Cappella moderna

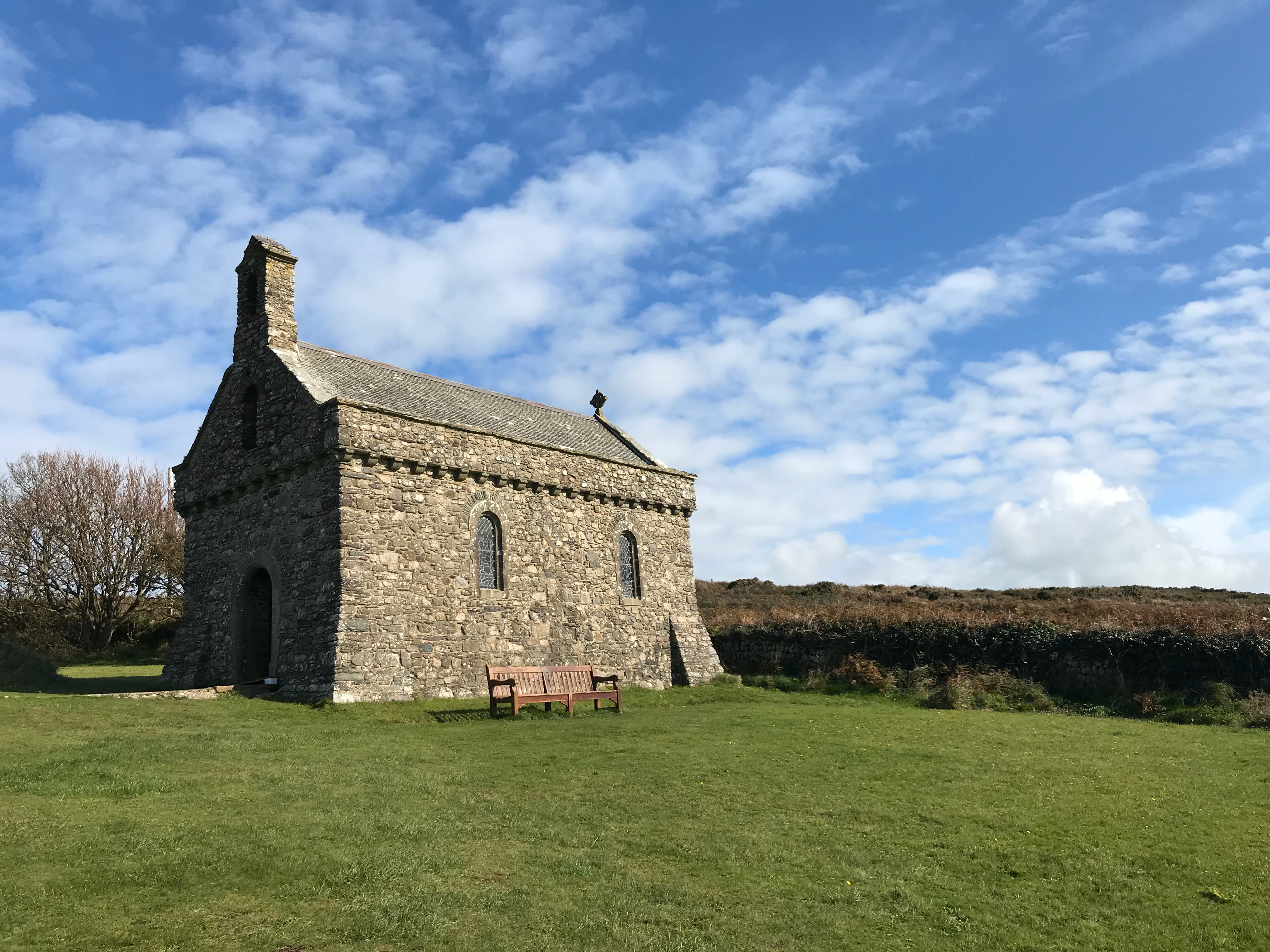
Cappella dedicata alla Madonna e di Santa Non

Una cappella moderna fu costruita vicino alle rovine nel 1934 da Cecil Morgan-Griffiths, un avvocato di Carmarthen, utilizzando pietre provenienti da cappelle locali in rovina. La donna aveva costruito una casa (ora usata come luogo di ritiro) affacciata sul mare e la chiesa cattolica più vicina si trovava a oltre 16 miglia di distanza, così decise di costruirne una sul sito storico. La nuova cappella è la più occidentale del Galles ed è anche una delle più piccole, misurando solo circa 7,6 metri in lunghezza e 3,7 metri in larghezza. Ha vetrate colorate che raffigurano Santa Non, San Davide, Santa Brigida, San Brynach e Santa Winifred. La finestra sopra l’altare appartiene alla scuola di William Morris. Cecil Morgan-Griffiths morì l’anno dopo il completamento della cappella.

## Luogo di ritiro

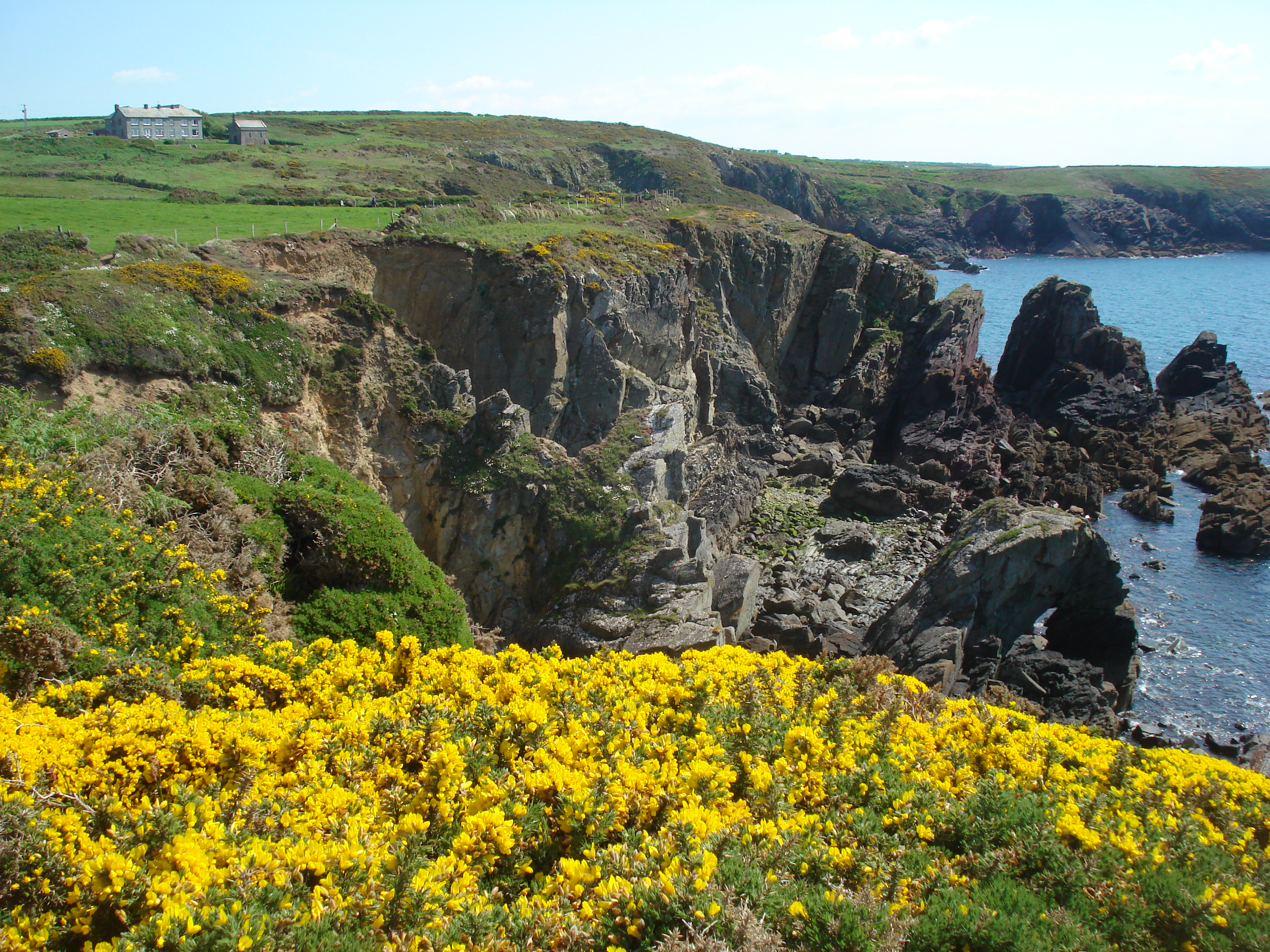
Il St Non's Retreat e la moderna cappella con vista sulla baia di Santa Non.

Dietro la cappella moderna si trova il luogo di ritiro di Santa Non. Era di proprietà dei padri passionisti e gestito come ente di beneficenza dalle suore della misericordia. Offriva un luogo di rifugio e riflessione, oltre a laboratori e incontri che spaziavano dallo yoga al supporto per genitori in lutto. Attualmente è di proprietà dell'Arcidiocesi cattolica romana di Cardiff-Menevia.